# Дидим Музыкант
Диди́м Музыкант (греч. Δίδυμος ὁ Μουσικός; предположительно I в. н. э.) — греческий учёный, теоретик музыки, живший в Александрии. По другой точке зрения (Л. Рихтер), Дидим Музыкант — грамматик и музыкант, живший в Риме во времена Нерона. Согласно Суде, его отцом был некий Гераклид, возможно, это Гераклид Понтийский (младший), который также жил и работал в Риме в I веке.
В своих трудах сочетал изучение теоретических и практических аспектов музыки. Часто его именем называется синтоническая комма 81:80 (= «дидимова комма»).
Труды не сохранились. Его учение (по несохранившемуся трактату «О разнице между аристоксениками и пифагорейцами») передано (фрагментарно) в цитатах Птолемея (Harm. II, 13) и Порфирия (Комментарий к «Гармонике» Птолемея).